# 偏滑角
偏滑角是指汽车行驶時，轮胎轴线方向和轮胎行进方向之间的夹角。
现在的轮胎普遍采用橡胶等富有弹性的材料制作。当车手扭转方向盘改变前轮指向的时候，由于地面对轮胎的摩擦力，轮胎靠近地面并与地面接触的部分不会立刻跟随轮胎的其他部分改变运动方向，即轮胎会发生一定变形扭曲。这种扭曲使得汽车转弯的时候，轮胎可以提供一定的方向向弯内的侧偏力。在一定的载荷下，侧偏力随侧偏角的增大而增大。侧偏角较小时，侧偏力与侧偏角呈线性关系。一般情况下，侧偏力可以帮助汽车更好地转弯。
在车辆行驶方向发生改变的时候，如转弯或并线，前轮和后轮的轮胎都会产生偏滑角，而这个角度会因不同的车辆特征而有不同的大小。前后轮胎上的不同偏滑角大小与产生这个偏滑角所需时间的比例称作偏滑角产生率，前后偏滑角产生率的不同使得车辆具有不同的转向特性，例如转向不足、转向过度和转向中立。